# ガリアーノ (イタリアのファッションブランド)
ガリアーノ (galliano) は、イタリアのファッションブランドである。ジョン・ガリアーノのセカンドライン。クロージングとアクセサリーを合わせたトータルコレクションを扱う。
クリスチャン・ディオールのウィメンズデザイナーの他、自身のブランド「ジョン・ガリアーノ」、「John Galliano homme」を手掛けるジョン・ガリアーノのデザインスタイルはガリアーノのコレクションにも随所に見られる。
2009年3月、表参道ヒルズと新宿伊勢丹にガリアーノブランドの店舗がオープンした。